# 清家夕貴
清家 夕貴（せいけ ゆき、1986年 - ）は、南海放送報道制作局アナウンス室所属のアナウンサー。愛媛県八幡浜市出身。

## 来歴・人物
愛媛県八幡浜市出身。八幡浜市立松柏中学校、愛媛県立八幡浜高等学校、松山大学を卒業。
大学で放送研究会に出会い、テレビの仕事に興味を持つ。入社試験では、営業志望でテレビ局各社を受けたという。
2009年南海放送に総合職社員として入社。
2013年のアナウンス室への異動までは、同社の八幡浜支所通信部で記者兼カメラマンとして働いていた。
2013年からは、帯番組のNews Ch.4に出演しており愛媛の顔として活躍している。
2024年3月1日付の人事異動でアナウンサーと兼務する形で報道局報道部副部長に就任した。

### 特技
- コンビニエンスストアの手巻き寿司を30秒で食べられる[1]。
- ブルゾンちえみのものまねが出来る。

## 出演番組

### テレビ番組
- News Ch.4[1]
- なんかいNEWS・なんかいNEWSファイナル

### ラジオ番組
- 愛媛新聞ニュース